# Casa Julià
Casa Julià  és un establiment emblemàtic situat al número 23 A del carrer del Sindicat, de Palma, Mallorca. Carrer que antigament  rebia el nom de sa Capelleria, perquè hi havia moltes botigues de capells. Al 1898, Francesc Juliá hi va obrir una fàbrica de capells i una capelleria amb el nom de Casa Julià.
Des del 2014 el negoci és regentat per Silvia i Daniel Estela, quarta generació. Segons Silvia, el seu besavi guanya la medalla de plata de Cort per la fabricació de capells a les fires i festes de Palma, l’any 1903, a l'Exposició Balear.
Al 1936, amb l’esclat de la Guerra Civil espanyola, la fàbrica, situada al primer pis de la botiga, va haver de tancar per manca de matèria primera. Quan la postguerra se suavitzar, Francesc Julià va imporat la producció de capells de fàbriques espanyoles, ja no va tornar a obrir la seva. Ara, el 90% dels capells que ven són de fabricació espanyola. I l’any 1992, van recuperar el disseny i la fabricació de capells mallorquins gràcies a esbossos antics.
Actualment, l'empresa es dedica principalment a la venda de capells i gorres. A més, ofereix una varietat de complements com ara guants, paraigües, bastons i bufandes. Han aconseguit fusionar el disseny tradicional de la família amb les tendències actuals de moda i ofereixen productes d'alta qualitat que destaquen pel fet diferenciador en el mercat.
El 24 de juliol de 2024 (resolució núm. 7460, Ajuntament de Palma) el manté com a Comerç Emblemàtic (categoria 1A) en l'aprovació del Catàleg d'establiments emblemàtics de 2024.

## Galeria d'imatges

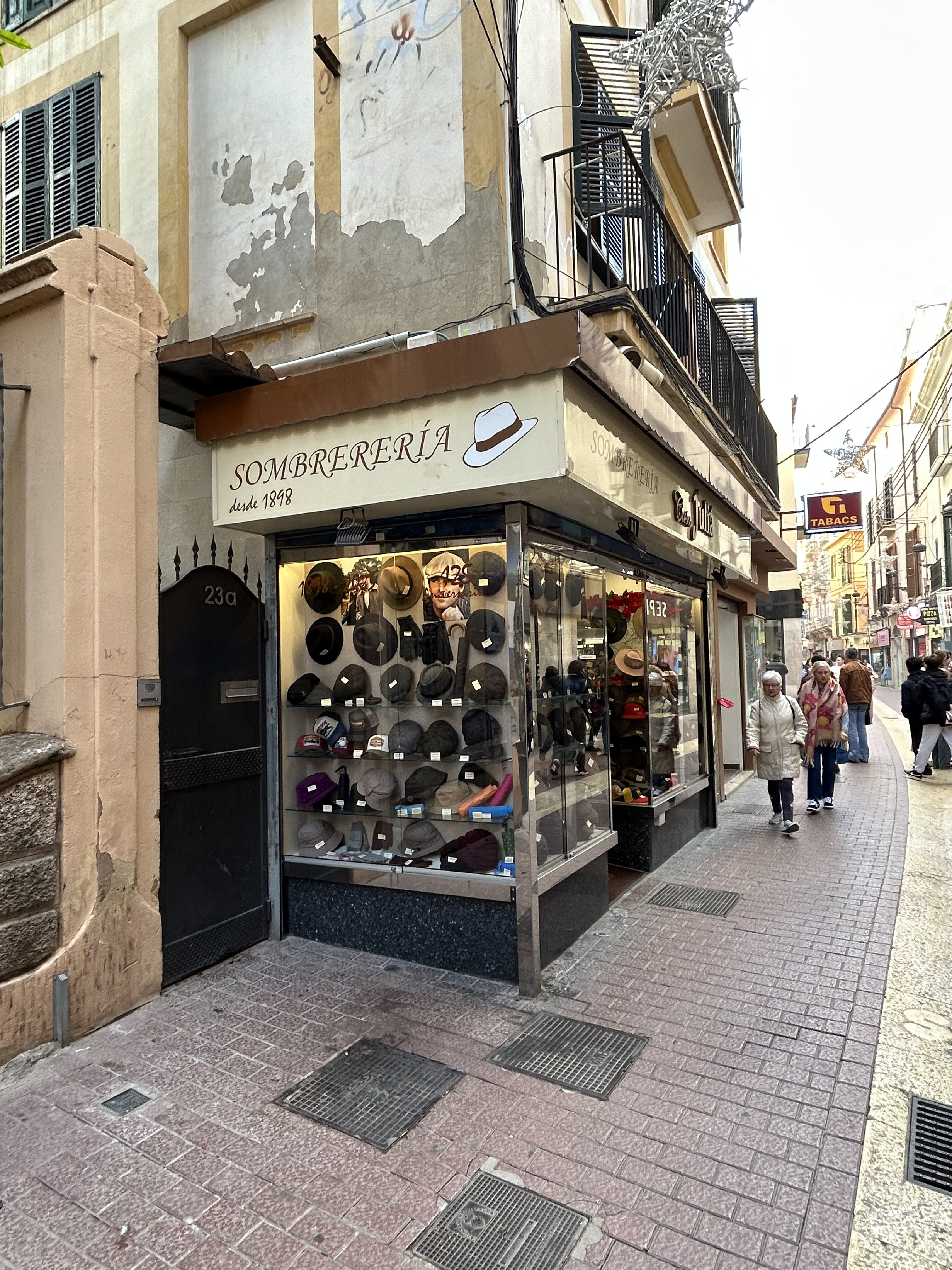
Aparador de Casa Julià
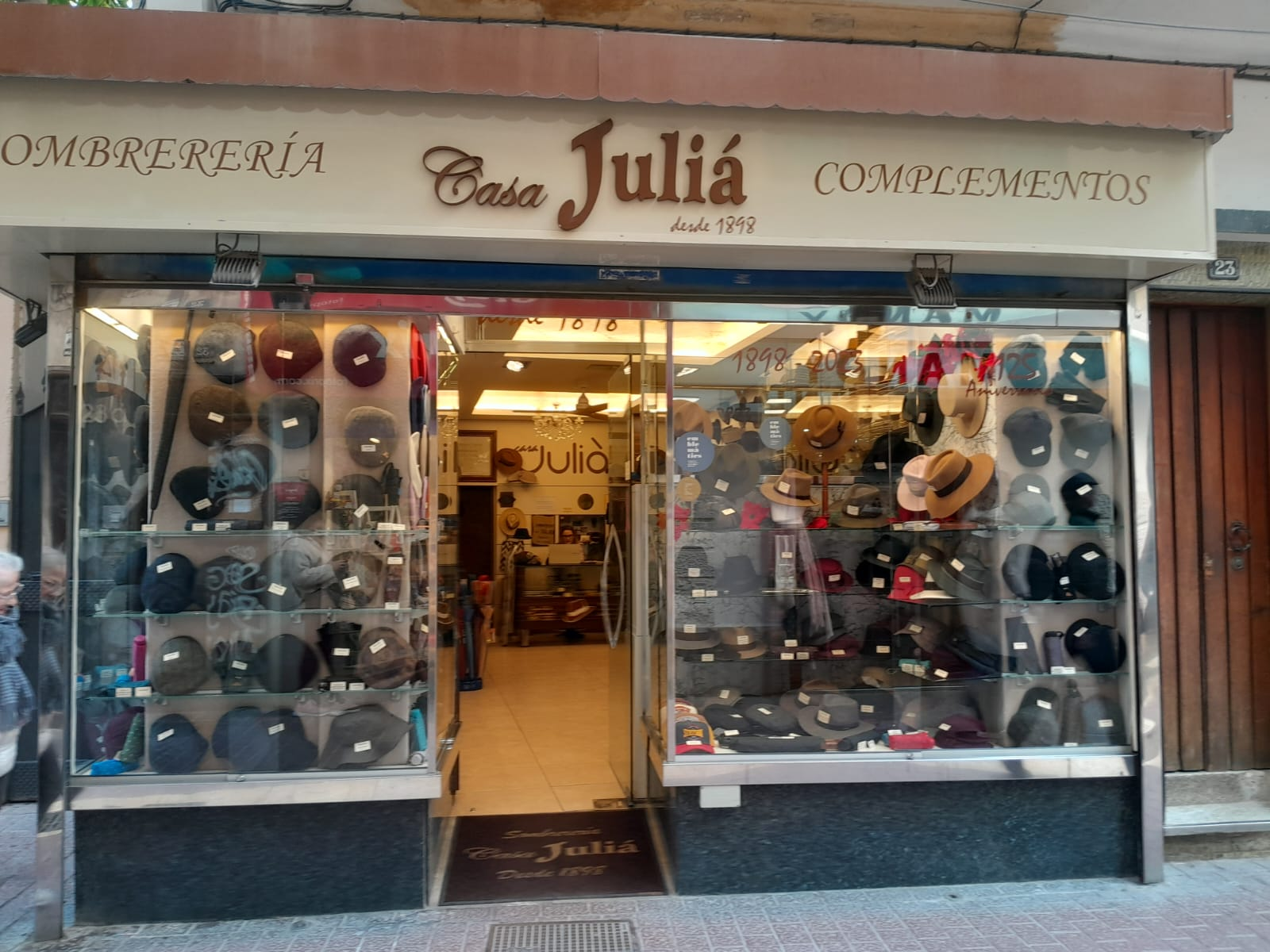
Aparador de Casa Julià